# Live at Hammersmith
Live at Hammersmith är det första livealbumet av det brittiska rockbandet The Darkness, som gavs ut den 15 juni 2018 genom Cooking Vinyl. Albumet producerades av gruppens gitarrist Dan Hawkins och spelades in i den 10 december 2017 på Hammersmith Apollo i London.

## Bakgrund
Albumet tillkännagavs den 25 april 2018. Albumet innehåller samtliga låtar från bandets konsert på Hammersmith Apollo i London den 10 december 2017. Live at Hammersmith producerades och masterades av gruppens gitarrist, Dan Hawkins.
Folk som förköpte albumet fick omedelbart tillgång till låtarna "Buccaneers of Hispaniola" och "I Believe in a Thing Called Love" via nedladdning. Albumet gavs ut den 15 juni samma år på CD, vinyl och kassettband. Som bäst nådde albumet plats 47 på den brittiska albumlistan.

## Låtlista
| Nr  | Titel                                    | Kompositör                         | Längd |
| --- | ---------------------------------------- | ---------------------------------- | ----- |
| 1.  | Open Fire                                | Hawkins, Hawkins, Poullain         | 4:02  |
| 2.  | Love Is Only a Feeling                   | Hawkins, Hawkins, Poullain, Graham | 4:16  |
| 3.  | Southern Trains                          | Hawkins, Hawkins, Poullain, Taylor | 3:23  |
| 4.  | Black Shuck                              | Hawkins, Hawkins, Poullain, Graham | 3:50  |
| 5.  | One Way Ticket                           | Hawkins, Hawkins, Poullain         | 4:32  |
| 6.  | Givin' Up                                | Hawkins, Hawkins, Poullain, Graham | 3:43  |
| 7.  | All the Pretty Girls                     | Hawkins, Hawkins, Poullain, Taylor | 3:16  |
| 8.  | Barbarian                                | Hawkins, Hawkins, Poullain         | 4:18  |
| 9.  | Buccaneers of Hispaniola                 | Hawkins, Hawkins, Poullain, Taylor | 4:02  |
| 10. | Friday Night                             | Hawkins, Hawkins, Poullain, Graham | 2:58  |
| 11. | Makin' Out                               | Hawkins, Hawkins, Poullain, Graham | 3:38  |
| 12. | Every Inch of You                        | Hawkins, Hawkins                   | 3:19  |
| 13. | Solid Gold                               | Hawkins, Hawkins, Poullain, Taylor | 4:39  |
| 14. | Stuck in a Rut                           | Hawkins, Hawkins, Poullain, Graham | 4:32  |
| 15. | Get Your Hands off My Woman              | Hawkins, Hawkins, Poullain, Graham | 3:45  |
| 16. | Growing on Me                            | Hawkins, Hawkins, Poullain, Graham | 3:56  |
| 17. | Japanese Prisoner of Love                | Hawkins, Hawkins, Poullain, Taylor | 4:32  |
| 18. | Christmas Time (Don't Let the Bells End) | Hawkins, Hawkins, Poullain, Graham | 4:51  |
| 19. | I Believe in a Thing Called Love         | Hawkins, Hawkins, Poullain, Graham | 4:18  |

## Medverkande
| The Darkness - Dan Hawkins — gitarr, kör - Justin Hawkins — sång, gitarr - Frankie Poullain — bas, kör, koskälla - Rufus Tiger Taylor — trummor, kör | Produktion - Dan Hawkins — produktion, mixning - Mike Marsh — mastering - Necker — inspelningstekniker - Martin Knight — ljudtekniker - Inspelningsassistenter — Adam Williams, Lukas Uscila och MJ - Inspelningsproduktionsmanagement — Live Here and Now, Will Shapland |